# FC Ajka
FC Ajka is een Hongaarse voetbalclub uit de stad Ajka. De club speelt zijn thuiswedstrijden in het Városi stadion. Dit stadion biedt plaats aan 5000 toeschouwers. De traditionele clubkleuren zijn groen en zwart. 

## Geschiedenis
In 1923 is de club opgericht onder de naam Ajkai Sportegyesület. De club is in haar geschiedenis altijd actief geweest op het tweede tot en met het vierde niveau. 
Het huidige stadion van de club werd in 1948 in gebruik genomen.
In augustus 1993 vond een noodgedwongen fusie plaats met Hungalu SK. Die dat jaar ophield te bestaan. De club ging toen verder onder de naam Ajkai Labdarúgó (voetbal) Club. Dit was de derde naamsverandering destijds in de geschiedenis van de club. In 1994 sloot de voetbalclub zich aan bij de andere sportgelegenheden in Ajka en ging verder onder de naam Ajkai SE. In de zomer van 2001 besloot de club zelfstandig verder te gaan onder de naam FC Ajka. De naam die sindsdien in gebruik is. 
In het seizoen van 1997-98 behaalde de club promotie naar het derde niveau door ongeslagen kampioen te worden in de plaatselijke regionale competitie. Sinds 1998 is de club wisselend actief op het tweede en derde niveau van Hongarije.

## Naamsveranderingen
- 1923-1968 Ajkai Sportegyesület
- 1968–1987 Ajkai Alumínium SK
- 1987–1993 Ajkai Hungalu SE/SK
- 1993–1994 Ajkai Labdarúgó Club
- 1994–2001 Ajkai SE
- 2001– FC Ajka